# ピーター・カッサ
ピーター・カッサ（Peter Kaasa、1984年2月1日 - ）はアメリカ合衆国サウス・カロライナ州チャールストン ジェームズ・アイランド出身のプロレスラー。身長170cm、体重85kg。
ウーハー・ネイションの様な強大なパワーを誇りリコシェの様な空中殺法もできる超万能レスラー。

## 経歴
- プロレスデビュー前はブラジリアン柔術で鍛え、その後、ジョージア州にある「WWA4レスリングアカデミー」でMr.ヒューズからプロレスラーとしての基礎を学び、「ピーター・カサノヴァ」というリングネームでデビューする。
- 2015年は、ROHのTVテーピングに参加。その後は、FIPやGFW、EVOLVEに参戦する。
- 2016年6月2日、トライアウト無しで来日でDRAGON GATEで異例の日本デビュー。堀口元気H.A.Gee.Mee.にカッサ・トルネードIを決め、日本デビューで勝利を収めた。
- その後、吉野正人と戸澤陽とT-Hawkの持つ、オープン・ザ・トライアングルゲート王座にCIMAとドラゴン・キッドと挑戦するも、キッドが戸澤に敗北してDRAGON GATEのタイトル初挑戦初戴冠はならなかった。

## 得意技
カッサ・トルネード
ピーターが使う630°。重量感があり、見応えがある。
カッサ・トルネードII
捻りを加えたシューティングスター・プレス。
過去にDRAGON GATEに参戦していたPAC（現：エイドリアン・ネヴィル）が使うレッド・アローと同型。
スーパー・ヒューマン・ハリケーン
走り込んできた相手をボディスラムの用に抱えながら自らも後方に飛び叩きつける技。
サスケ・スペシャル
ムーンサルト・プレス
主に捻りを加えることが多い。
ジャーマンスープレックス
クローズライン